# 33-й меридіан західної довготи
33-й меридіан західної довготи — лінія довготи, що лежить на 33 градуси західніше Гринвіцького меридіана. Вона проходить від Північного полюса через Північний Льодовитий океан, Гренландію, Атлантичний океан, Південний океан та Антарктиду до Південного полюса.
33-й меридіан західної довготи формує велике коло разом із 147-мим меридіаном східної довготи.

## Список географічних об'єктів, що перетинає 33° зх. д.
Починаючи на Північному полюсі та рухаючись до Південного полюса, 33-й меридіан західної довготи проходить через:
| Координати                                                 | Країна, територія або море | Примітки |
| ---------------------------------------------------------- | -------------------------- | --- |
| 90°0′ пн. ш. 33°0′ зх. д. / 90.000° пн. ш. 33.000° зх. д.  | Північний Льодовитий океан | |
| 83°37′ пн. ш. 33°0′ зх. д. / 83.617° пн. ш. 33.000° зх. д. | Гренландія                 | |
| 67°41′ пн. ш. 33°0′ зх. д. / 67.683° пн. ш. 33.000° зх. д. | Атлантичний океан          | |
| 60°0′ пд. ш. 33°0′ зх. д. / 60.000° пд. ш. 33.000° зх. д.  | Південний океан            | |
| 77°8′ пд. ш. 33°0′ зх. д. / 77.133° пд. ш. 33.000° зх. д.  | Антарктида                 | Проходить через Аргентинську Антарктиду та Британську Антарктичну Територію (претендують Аргентина та Велика Британія) |